# Funkcja algebraiczna
Funkcja algebraiczna – funkcja {\displaystyle f} o wartościach w pewnym pierścieniu, dla której istnieją takie wielomiany {\displaystyle W_{n},W_{n-1},\dots ,W_{1},W_{0}} nie wszystkie równe tożsamościowo zeru, że spełnione jest równanie:
{\displaystyle W_{n}f^{n}+W_{n-1}f^{n-1}+\ldots +W_{1}f+W_{0}=0.}
Funkcję, która nie jest algebraiczna, nazywa się przestępną.
Do funkcji algebraicznych należą wszystkie funkcje wymierne, w tym wszystkie wielomiany. Funkcję algebraiczną, która nie jest funkcją wymierną, nazywamy funkcją niewymierną. Przykładem funkcji niewymiernej jest {\displaystyle f(x)={\sqrt[{n}]{x}}} {\displaystyle (n>1).}

## Przykłady i zastosowania
- Funkcja {\displaystyle y={\sqrt {x}}} jest algebraiczna, bo dla każdego {\displaystyle x} z jej dziedziny {\displaystyle (x\geqslant 0)} spełnione jest równanie {\displaystyle ({\sqrt {x}})^{2}-x=0.} Odpowiednimi wielomianami są tu {\displaystyle W_{2}=1,} {\displaystyle W_{1}=0} oraz {\displaystyle W_{0}=-x.}
- Funkcja {\displaystyle y=e^{x}} jest przestępna.
- Funkcje trygonometryczne są przestępne.
- Pochodne funkcji cyklometrycznych są funkcjami algebraicznymi, dlatego mogą służyć np. do przybliżania i szukania ekstremów tych pierwszych.
- Pierwiastki z funkcji kwadratowych służą do opisu krzywych stożkowych: elipsy (w tym koła), paraboli i hiperboli, uzupełniając w ten sposób funkcje kwadratowe i homograficzne.
- W szczególnej teorii względności Einsteina (oraz starszej teorii eteru Lorentza) czynnik Lorentza jest algebraiczną funkcją prędkości.
- Logarytmiczny dekrement tłumienia jest algebraiczną funkcją współczynnika tłumienia oraz częstości drgań własnych.